# Брайт, Уильям
Уильям Брайт (англ. William Bright, 1928—2006) — американский лингвист.
Брайт получил в Калифорнийском университете степень бакалавра в 1949 году и докторскую степень (PhD) по языкознанию в 1955 году. С 1959 по 1988 годы был профессором лингвистики и антропологии в Калифорнийском университете в Лос-Анджелесе, после чего перешёл на работу в Колорадский университет в Боулдере, где проработал до своей кончины.
Брайт был специалистом в сфере индеанистики и культур Калифорнии, особенно известен своими исследованиями карука — исчезающего языка-изолята, распространённого на северо-западе Калифорнии среди племени карук. Исследования Брайта были проведены под эгидой Survey of California and Other Indian Languages. За заслуги в деле сохранения и возрождения их языка племя карук избрало профессора Брайта почётным членом племени — единственный случай в отношении человека, не принадлежавшего к племени. Брайту также принадлежит ряд исследований языков индейцев: астекские языки, какчикельский, луисеньо, юте, чинукские языки и юрок, а также южноазиатских языков мизо, каннада, тамильского и тулу. Особо следует отметить вклад Брайта в топонимических исследованиях — географических названий и их значений в языках племён, населявших Калифорнию.
Брайт был редактором журналов «Language» — журнала Лингвистического общества США, с 1966 по 1988 год, и «Language in Society» — с 1993 по 1999 год. Также он был основателем и с 1997 по 2003 годы — редактором журнала Written Language and Literacy, и президентом Лингвистического общества США в 1989 году.
Отец писательницы и феминистки Сьюзи Брайт. Был несколько раз женат, последней его женой была лингвист Лиз Менн.